# Todea barbara
Todea barbara là một loài dương xỉ trong họ Osmundaceae. Loài này được T. Moore mô tả khoa học đầu tiên năm 1857.

## Hình ảnh

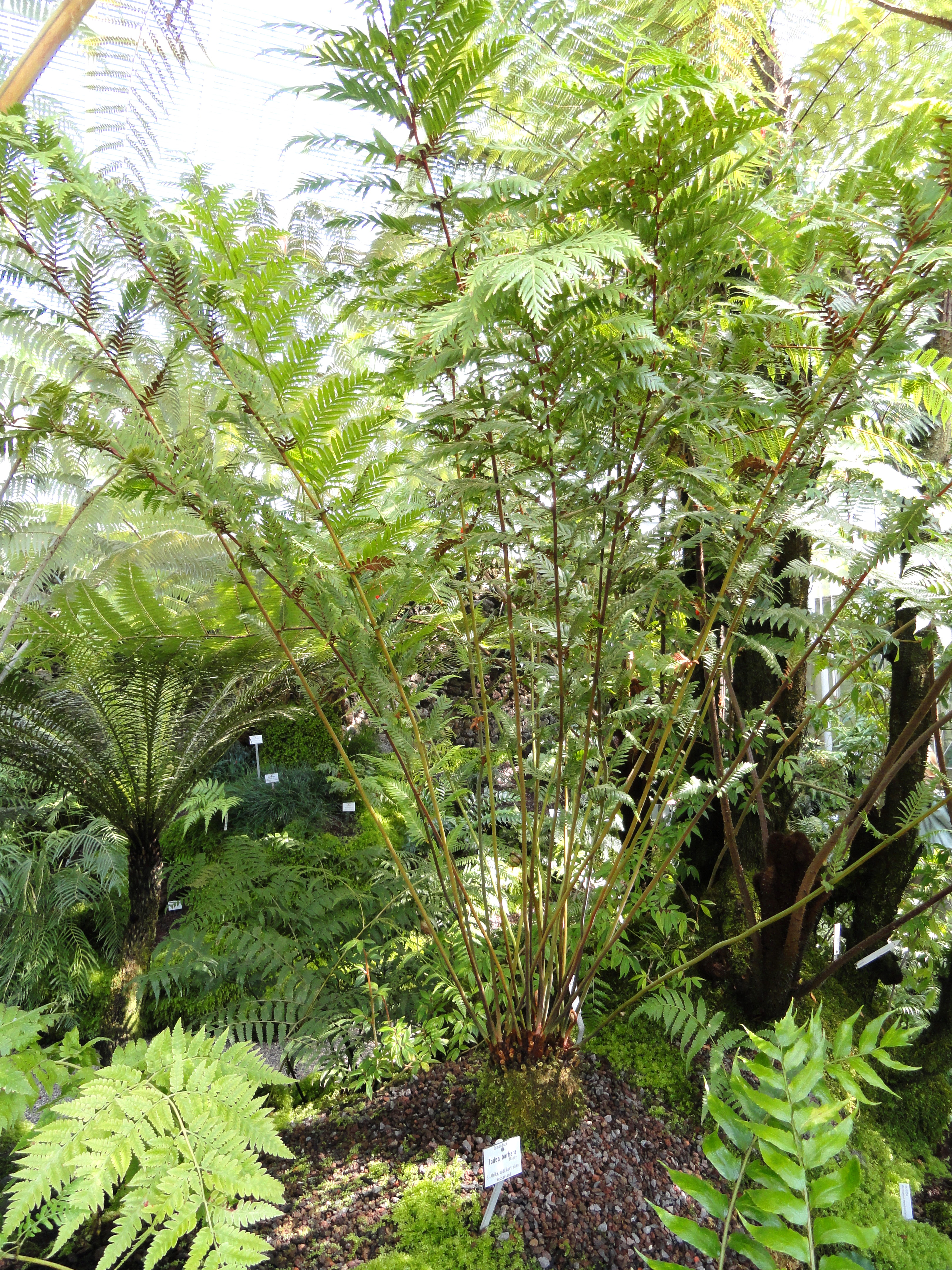
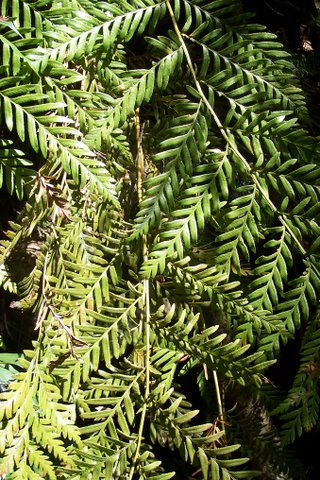
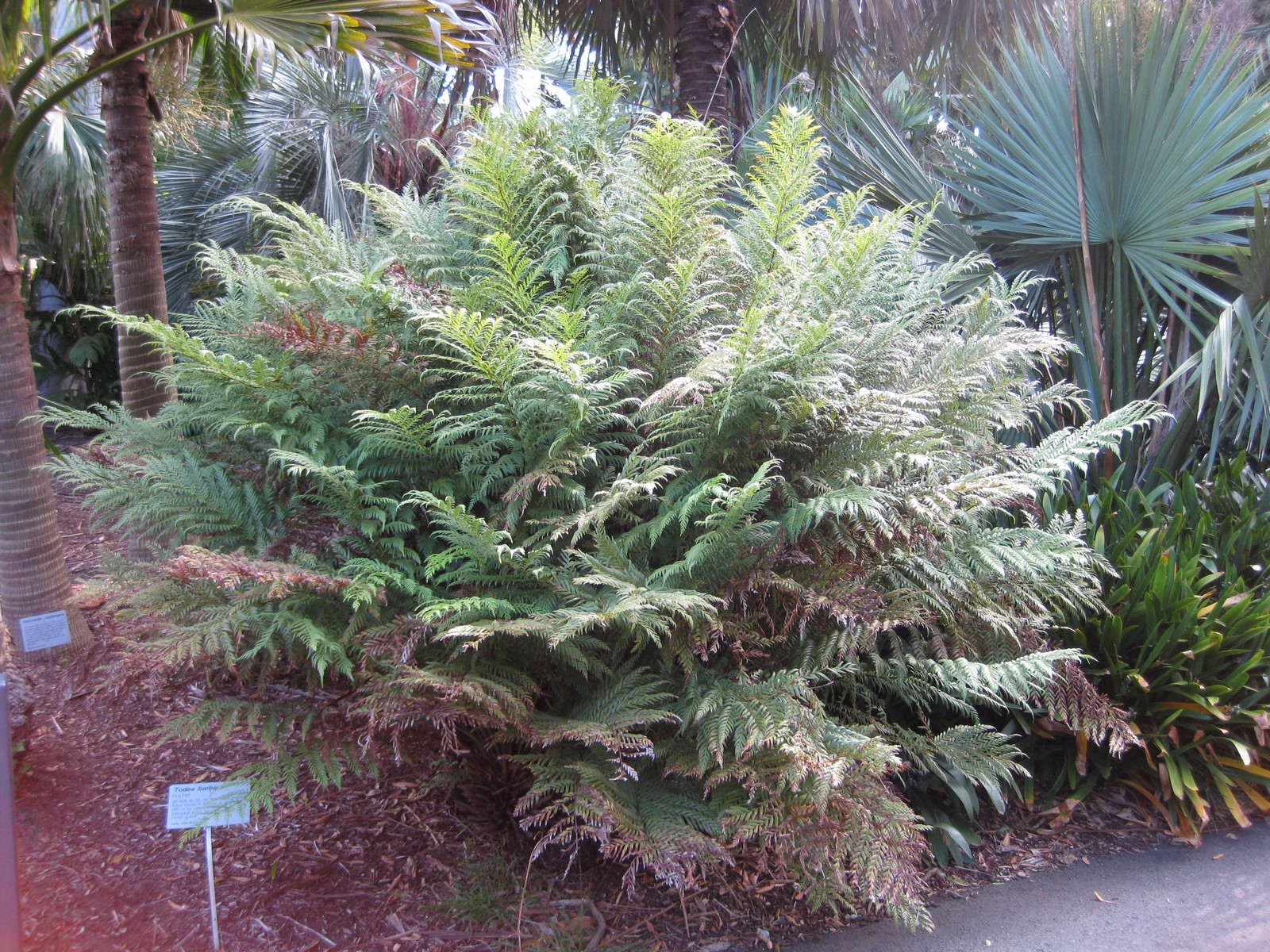
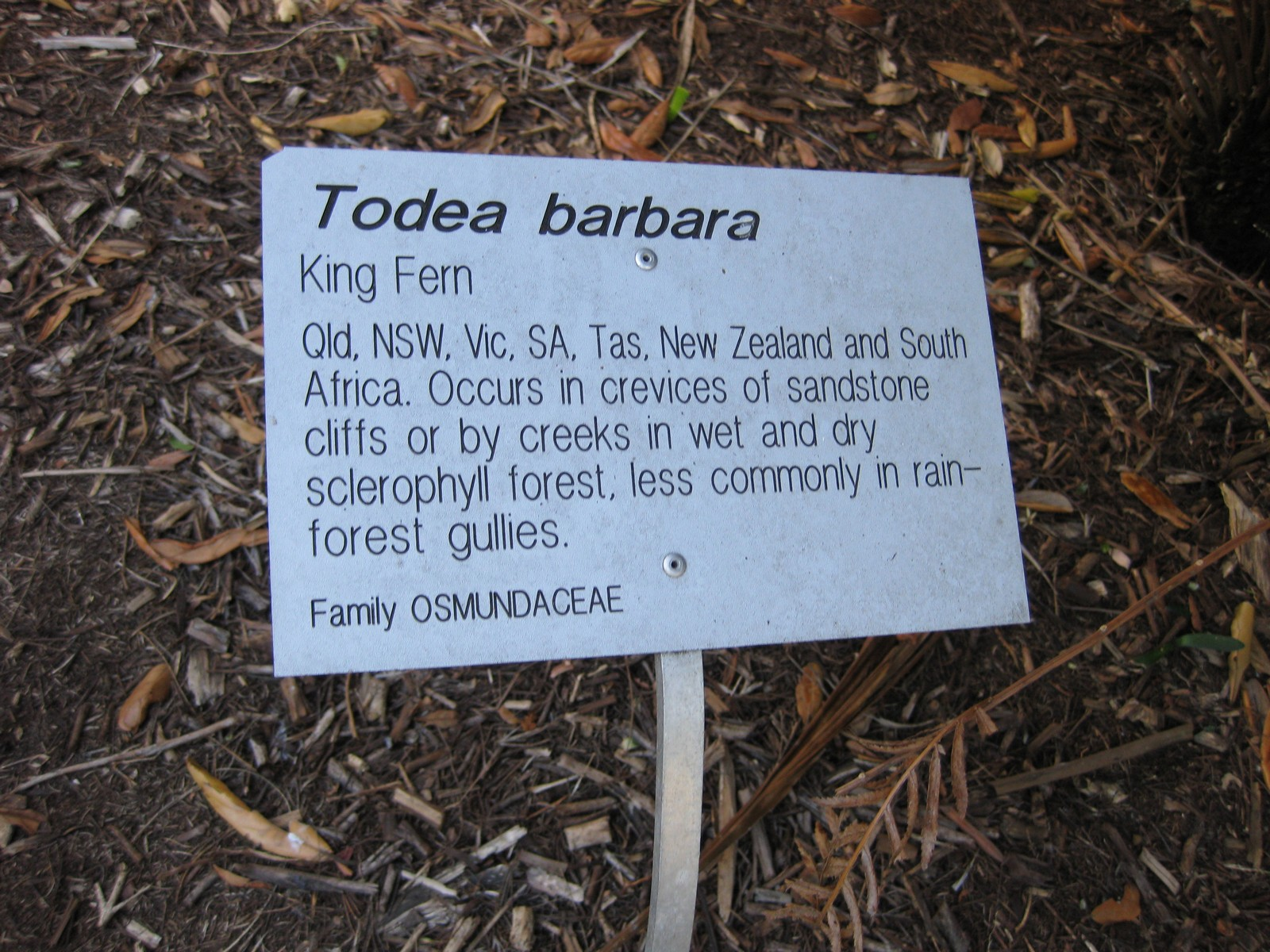